# سمت تاریک رینگ
سمت تاریک رینگ(به انگلیسی: Dark Side of the Ring) یک مجموعه مستند درباره کشتی حرفه‌ای است. این برنامه توسط شبکه وایس‌لند تهیه شده است.این مجموعه درباره اتفاقات جنجال‌برانگیز در کشتی حرفه‌ای است و هر قسمت ان بر یکی از آن اتفاقات تمرکز می‌کند.

## قسمت‌ها
| شم. | عنوان                          | کارگردان  | تاریخ انتشار اصلی | آمریکا تعداد بیننده (میلیون) |
| --- | ------------------------------ | --------- | ----------------- | ---------------------------- |
| 1 | «مسابقه‌ای که در بهشت ساخته شد» | اعلان‌نشده | اعلان‌نشده         |                              |
| وقتی داستان عاشقانه بین اسطوره‌های کشتی حرفه‌ای یعنی رندی سَوِج و میس الیزابت با اتفاقاتی تلخ فراتر از رینگ می‌رود، هنر و زندگی واقعی با هم تلاقی پیدا می‌کنند..                                                |                                |           |                   |                              |
| 2 | «گندزنی مانتریال»              | اعلان‌نشده | اعلان‌نشده         |                              |
| در یکی از منفورترین داستان‌های ناگهانی در کشتی حرفه‌ای، پس از اتفاقاتی که در پشت صحنه و طی یک خیانت شکل می‌گیرند، برت هارت از قهرمانی خود عزل می‌شود؛ اتفاقی که تاریخ کشتی حرفه‌ای را برای همیشه تغییر می‌دهد.. |                                |           |                   |                              |
| 3 | «کشتن بروزر برودی»             | اعلان‌نشده | اعلان‌نشده         |                              |
| 4 | «آخرین عضو خانواده وُن‌ریچ»      | اعلان‌نشده | اعلان‌نشده         |                              |
| آخرین برادر بازمانده خاندان افسانه‌ای کشتی‌گیر وُن‌ریچ به بازخوانی اتفاق تلخی می‌پردازد که این خانواده را که زمانی اسطوره‌ای بود، در هم پاشید..                                                                 |                                |           |                   |                              |
| 5 | «مرگ مرموز گورجِس جینو»         | اعلان‌نشده | اعلان‌نشده         |                              |
| 6 | «دِ فَبیِلِس مولاه»                | اعلان‌نشده | اعلان‌نشده         |                              |